# Mondim de Basto
Mondim de Basto es una villa portuguesa perteneciente al distrito de Vila Real, en la región de Trás-os-Montes (Norte) y la comunidad intermunicipal Ave, con cerca de 3500 habitantes.
Es sede de un municipio con 171,87 km² de área y 6410 habitantes (2021), subdividido en 6 freguesias. Los municipios están limitados al nordeste por Ribeira de Pena, al sureste por Vila Real, al sudoeste por Amarante, al oeste por Celorico de Basto y al noroeste por Cabeceiras de Basto.
Forma la unidad subregional de Las Tierras de Basto junto a los municipios de Celorico de Basto, Cabeceiras de Basto y Ribeira de Pena.

## Demografía
| Gráfica de evolución demográfica de Mondim de Basto entre 1849 y 2021 |
|                                                                       |
| Datos según el nomenclátor publicado por el INE portugués.            |

## Freguesias
Las freguesias de Mondim de Basto son las siguientes:
- Atei
- Bilhó
- Campanhó e Paradança
- Ermelo e Pardelhas
- São Cristóvão de Mondim de Basto
- Vilar de Ferreiros

## Monumentos y lugares de interés

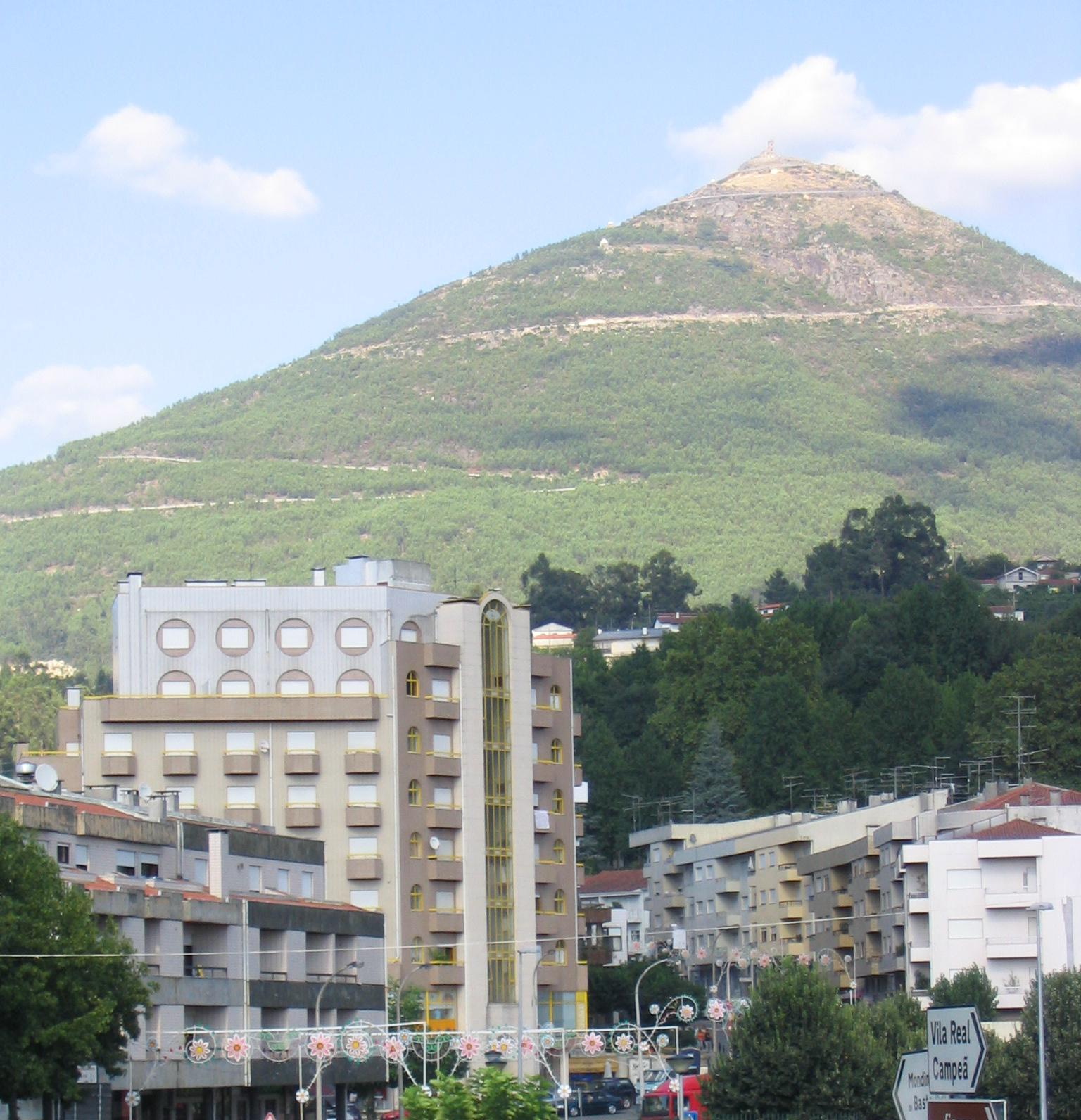
Nuestra Señora de Gracia, desde la ciudad de Mondim de Basto.

- La Iglesia de Nuestra Señora de Gracia (Nossa Senhora da Graça). Se encuentra situada en lo alto del Monte Farinha, a unos 900 metros sobre el nivel del mar. Este santuário mariano fue uno de los primeros en construirse en la región.